# Кобе (департамент)
Кобе е департамент, разположен в регион Уади Фира, Чад. Департаментът се поделя на под-префектурите: Ириба, Матаджана, Тине Джарабара. Негов административен център е град Ириба.